# Wschowa
Wschowa là một thị trấn thuộc huyện Wschowski, tỉnh Lubuskie ở tây Ba Lan. Thị trấn có diện tích 8 km². Đến ngày 1 tháng 1 năm 2011, dân số của thị trấn là 14357 người và mật độ 1711 người/km².